# Crkva sv. Ante u Krstaticama
Crkva sv. Ante, crkva u Krstaticama, koja je zaštićeno kulturno dobro.

## Opis
Kapela sv. Ante nalazi se na brdu Vitrenik, na 739 metara nadmorske visine. Građena je početkom 18. stoljeća. Jednobrodna je građevina, pravokutnog tlocrta, orijentirana sjever-jug. Građena je od nepravilnih klesanaca slaganih u redove. Lađa je duga 6 i široka 4 metra. Na pročelju je jednostavni ulaz iznad kojeg je kamena rozeta. Pročelje se završava trokutnim zabatom u čijem vrhu je novi jednodijelni zvonik „na preslicu“. Na sjevernoj strani pročelja, na ugaonom kamenu uklesan je natpis: “1768 M. Mate Domlan“. Najvjerojatnije je riječ o graditelju crkve i godini izgradnje crkve. Dvostrešni krov crkve prekriven je utorenim crijepom tzv. „Francuzicom“. Unutrašnjost crkve je presvođena bačvastim svodom. Na oltaru se nalazi drveni kip sv. Ante. Oko crkve je staro groblje ograđeno suhozidom unutar kojeg se nalaze elementi stare kasnobarokne preslice. Pored ogradnog zida, a s njegove vanjske strane nalazi se počivalo a na osnovi površinskog pregleda postoji mogućnost da je na tom mjestu bilo i starije groblje.
Pod oznakom P-6352 zavedena je kao nepokretno kulturno dobro - pojedinačno, pravna statusa preventivno zaštićena kulturnog dobra, klasificirano kao sakralna graditeljska baština.